# بمب‌گذاری آوریل ۲۰۱۲ ادلب
بمب‌گذاری آوریل ۲۰۱۲ ادلب (انگلیسی: April 2012 Idlib bombings) یک بمب‌گذاری در خودرو بود که در ۳۰ آوریل نیروهای ارتش سوریه در ادلب را هدف قرارداد و ۲۰ نفر را کشت. اکثریت کشته شدگان از اعضای نیروهای امنیتی سوریه بودند. این واقعه در جریان جنگ داخلی سوریه صورت گرفت.